# Hemerobius madeirae
Hemerobius madeirae là một loài côn trùng trong họ Hemerobiidae thuộc bộ Neuroptera. Loài này được Tjeder miêu tả năm 1940.